# Sistelo (Portugal)
Sistelo es una freguesia portuguesa del concelho de Arcos de Valdevez, con 26,83 km² de superficie y 341 habitantes (2001). Su densidad de población es de 12,7 hab/km².

## Galería

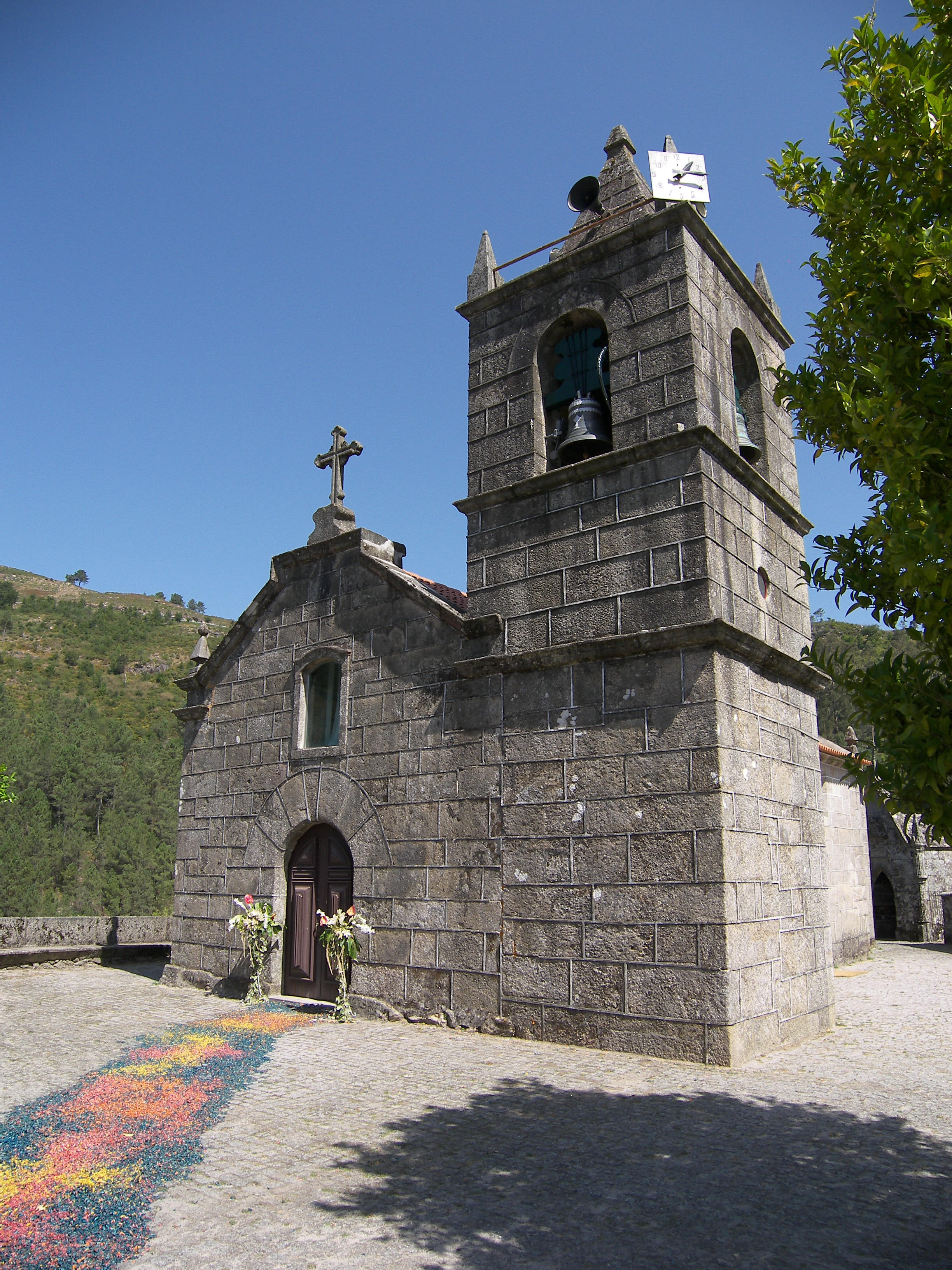
Iglesia de Sistelo